# Səkinə Əliyeva
Səkinə Əliyeva (ur. 15 kwietnia 1925 w Nachiczewanie, zm. 2010) – azerska polityczka.

## Życiorys
Studiowała w seminarium nauczycielskim w rodzinnej miejscowości. Naukę kontynuowała na Uniwersytecie Państwowym w Azerbejdżanie i w Wyższej Szkole Partyjnej, którą skończyła w 1945. W 1951 skończyła studia w Instytucie Statystycznym. Została instruktorką w wydziale propagandy Komitetu Obwodowego Partii Komunistycznej w Nachiczewanie. Później awansowała na kierowniczkę katedry, a następnie na kierowniczkę grupy wykładowców.
W 1958 została ministrą edukacji Nachiczewańskiej Autonomicznej Socjalistycznej Republiki Radzieckiej. Do 1961 była członkinią Rady Najwyższej Związku Radzieckiego. Następnie została sekretarką Komitetu Regionalnego partii w Nachiczewanie.
W 1963 została wybrana przewodniczącą Prezydium Rady Najwyższej Nachiczewańskiej Autonomicznej Socjalistycznej Republiki Radzieckiej. Funkcję pełniła do 1990. Skupiała się na poprawie statusu kobiet, angażowaniu większej liczby Azerek w politykę oraz poprawie społeczno-gospodarczej Nachiczewanu. Wprowadziła programy mające na celu podniesienie poziomu życia i ochronę cywilną ludności.
Wraz z rozpadem ZSRR złożyła deklarację o secesji Nachiczewana od ZSRR w proteście przeciwko sowieckim działaniom podczas Czarnego Stycznia. Podpisała pierwszą proklamację secesji i zaprezentowała w telewizji deklarację niepodległości. W marcu 1990 została zmuszona do rezygnacji ze stanowiska.
W latach 70. i 80. XX wieku została wielokrotnie wyróżniona (m.in. Order Rewolucji Październikowej, Order Czerwonego Sztandaru Pracy, Honorowy Dekret Zasługi Prezydium Rady Najwyższej Nachiczewańskiej Autonomicznej Socjalistycznej Republiki Radzieckiej).